# Sally Oldfield
Sally Patricia Oldfield (n. Dublín; 3 de agosto de 1947) es una compositora y cantante irlandesa, hermana del compositor y guitarrista Mike y del flautista Terry Oldfield.
A finales de la década de 1960, Sally creó el dúo The Sallyangie con su posteriormente célebre hermano, Mike, quienes lograron grabar sus primeras canciones gracias a John Renbourn, a quien Oldfield conoció en el Troubadour Folk Club en Bristol. Renbourn fue la influencia para que Mike comenzara a adaptar música folk y celta a su repertorio y luego a toda su carrera, influyéndole también en su peculiar manera de tocar guitarra. 
En agosto de 1968 el dúo de los hermanos Oldfield grabó el disco Children of the Sun, Sally con 21 años recién cumplidos y Mike con 15. 
Tiempo más tarde los hermanos Oldfield continuaron sus carreras por separado aunque Sally volvió a colaborar en los primeros álbumes de Mike.
Sally debutó como solista con su álbum Water Bearer en 1978, ya a sus 31 años de edad. Su único éxito, y perteneciente a dicho disco, fue la canción "Mirrors", que alcanzó el puesto 19 en las listas británicas, donde permaneció durante tres semanas.

## Discografía
Como solista
- Waterbearer (1978)
- Easy (1979)
- Celebration (1980)
- Playing in the Flame (1981)
- In Concert (1982)
- Strange Day in Berlin (1983)
- Femme (1987)
- Instincts (1988)
- Natasha (1990)
- The Flame (1992)
- Three Rings (1994)
- Secret Songs (1996)
- Flaming Star (2001)
- Cantadora (2009)
- Arrows of Desire (2012)

Con Steve Hackett
- Voyage Of The Acolyte (1975)

Con Mike Oldfield
- Children of the Sun (como duo) (1968)
- Tubular Bells (1973)
- Ommadawn (1975)
- Incantations (1978)
- Tres Lunas (2002)
- Tubular Bells (2003)